# Medizinischer Sachverständiger
Ein medizinischer Sachverständiger (auch: medizinischer Gutachter) ist ein Mediziner, der für einen Auftraggeber (z. B. Gerichte, Versicherer, Berufsgenossenschaften, Rechtsanwälte, Privatpersonen) zu Fragen des Gesundheitszustands, zu Erkrankungen, Fehlbehandlungen (Behandlungsfehler) und der Körperschädigung von Patienten und Probanden Stellung nimmt, etwa nach Begutachtung in Form von Gutachten. Medizinische Sachverständige unterstützen durch die medizinische Begutachtung die Entscheidungen von Gerichten und Behörden, sowie von sozial- und privatrechtlichen Versicherungsträgern über deren Leistungspflicht. Medizinischer Sachverstand kann auch für die Beurteilung der richtigen Anwendung der ärztlichen oder zahnärztlichen Gebührenordnungen erforderlich sein. Zu solchen Honorarfragen wird in einem Honorargutachten Stellung genommen.

## Rechtsfragen
Nach der Zivilprozessordnung (ZPO) und der Strafprozessordnung (StPO) sowie der Berufsordnung (BO) der jeweiligen Landesärztekammer in Anlehnung an die Muster-Berufsordnung (MBO) der Bundesärztekammer ist in Deutschland jeder approbierte Arzt verpflichtet, ein Sachverständigengutachten vor Gericht zu erstellen. Analog gilt dies für den approbierten Zahnarzt. Nach § 407a ZPO hat der Sachverständige unverzüglich zu prüfen, ob der Auftrag in sein Fachgebiet fällt und ohne die Hinzuziehung weiterer Sachverständiger erledigt werden kann. Ist das nicht der Fall, so hat der Sachverständige das Gericht unverzüglich zu verständigen. Er ist ferner nicht befugt, den Auftrag auf einen anderen zu übertragen. Soweit er sich der Mitarbeit einer anderen Person bedient, hat er diese namhaft zu machen und den Umfang ihrer Tätigkeit anzugeben, falls es sich nicht um Hilfsdienste von untergeordneter Bedeutung handelt. Hat der Sachverständige Zweifel an Inhalt und Umfang des Auftrages, so hat er unverzüglich eine Klärung durch das Gericht herbeizuführen. Dieselben Gründe, die einen Zeugen berechtigen, das Zeugnis zu verweigern, berechtigen einen Sachverständigen zur Verweigerung des Gutachtens. Das Gericht kann auch aus anderen Gründen einen Sachverständigen von der Verpflichtung zur Erstattung des Gutachtens entbinden (§ 408 ZPO).
Wenn ein Sachverständiger nicht erscheint oder sich weigert, ein Gutachten zu erstatten, obwohl er dazu verpflichtet ist, oder wenn er Akten oder sonstige Unterlagen zurückbehält, werden ihm nach § 409 ZPO die dadurch verursachten Kosten auferlegt. Zugleich kann gegen ihn ein Ordnungsgeld festgesetzt werden.

### Bezeichnung
Zwischen den Bezeichnungen „Medizinischer Sachverständiger“ und „Medizinischer Gutachter“ besteht grundsätzlich kein Unterschied. Im Rahmen der gerichtlichen Beweiserhebung wird jedoch nur der Ausdruck „Sachverständiger“ gebraucht. Hintergrund ist, dass die Gesetzestexte nur diese Bezeichnung verwenden.

### Selbständiges Beweisverfahren
Ein Selbständiges Beweisverfahren kann ggf. durchgeführt werden, wenn die Beweiserhebung durch Verlust der Beweismittel gefährdet ist § 485 Abs. 3 ZPO. Dies kann im Falle eines Behandlungsfehlers manchmal notwendig sein, um den Befund zu sichern (deshalb frühere Bezeichnung Beweissicherungsverfahren), bevor durch weitere Behandlungsmaßnahmen der Zustand verändert werden könnte und für eine Weiterbehandlung Eilbedürftigkeit besteht. Sofern bereits eine Begutachtung im Beweissicherungsverfahren erfolgte, ist nach § 485 Abs. 3 ZPO eine erneute Begutachtung im Rahmen eines selbständigen Beweisverfahrens nur bei Vorliegen der Voraussetzungen des § 412 ZPO möglich, nämlich wenn der Sachverständige erfolgreich wegen Befangenheit abgelehnt wurde oder aber das erstellte Gutachten unzureichend ist.

### Qualifizierter Parteivortrag
Privatgutachten sind vor Gericht nicht als Beweismittel zugelassen, sondern nur als qualifizierter Parteivortrag, denn ein einseitig von einer Partei eingeschalteter Gutachter bietet nicht die Gewähr der Unabhängigkeit wie ein gerichtlich bestellter Gutachter. Der qualifizierte Parteivortrag ist vom Gericht entsprechend zu beachten, zur Kenntnis zu nehmen, ernsthaft zu erwägen und in die Entscheidungsfindung einzubeziehen. Bei Vorlage eines Privatgutachtens kann ein rechtsmissbräuchliches Vorbringen „ins Blaue hinein“; nicht schon dann bejaht werden, wenn das Privatgutachten nach tatrichterlicher Einschätzung das Beweismaß verfehlt, das nach § 286 ZPO für die Überzeugung von der Wahrheit einer Behauptung zu fordern ist.

## Aufgabe des medizinischen Sachverständigen
Ärztliche Sachverständigengutachten dienen dazu, nicht eindeutige medizinische Sachverhalte so weit aufzuklären, dass eine Beantwortung der mit ihnen verknüpften Rechtsfragen möglich wird. Um den Beweisregeln der Rechtsordnung zu genügen, muss der medizinische Sachverständige sich in seinem Gutachten auf gesicherte medizinische Erkenntnisse beschränken. Nur der objektiv belegbare – und damit auch in der Befunderhebung reproduzierbare Befund (Reliabilität) eröffnet die Möglichkeit seiner Bewertung hinsichtlich der rechtlichen Konsequenzen, im Schadensfall also u. a. der Begründung einer einmaligen Entschädigung bzw. dauerhaften Rentenleistung (ggf. Versicherungsleistung). Typische Aufgabenfelder des medizinischen Sachverständigen vor Gericht sind sozialgerichtliche (z. B. Erwerbsunfähigkeit, Berufsunfähigkeit oder Vorliegen von Berufskrankheiten), zivilrechtliche (zum Beispiel Testierfähigkeit oder Prozessfähigkeit) und auch strafrechtliche Fragestellungen (zum Beispiel Todesursache im Rahmen rechtsmedizinischer Gutachten oder Schuldfähigkeit im Rahmen forensisch-psychiatrischer Gutachten). Ferner gehört dazu die Verwerfung oder Feststellung eines Behandlungsfehlers mit daraus ggf. resultierendem Schadensersatz, Honorarrückforderung und Schmerzensgeld.

### Qualifikation
Die Erstellung eines ärztlichen Gutachtens setzt besondere zusätzliche Kenntnisse, Fähigkeiten und Einstellungen voraus, als die alleinige ärztliche Tätigkeit im kurativen Bereich. Um ein sachgerechtes, den Beweisregeln der Rechtsordnung genügendes ärztliches Gutachten erstellen zu können, muss der Gutachter über solide fachmedizinische Kenntnisse und über versicherungsrechtliche Grundkenntnisse verfügen. Er soll darin geübt sein, die kurative (heilende) Perspektive durch eine ursachenfeststellende Perspektive zu ersetzen. Er kann dadurch den verfahrensbeteiligten medizinischen Laien, die aus gesundheitlichen Defiziten beziehungsweise deren fehlerbedingter Verursachung rechtswirksame Folgerungen ziehen sollen, eine Entscheidungsgrundlage bieten. Medizinische und zahnmedizinische Sachverständige sind in der Regel approbierte Ärzte.
Das für diese Tätigkeit notwendige Wissen wird hauptsächlich postgradual berufsbegleitend vermittelt. Im deutschsprachigen Raum gibt es neben verschiedenen Weiterbildungskursen auch eine akademische Qualifikationsmöglichkeit. Die Universität Basel bietet ein postgraduales Masterstudium in Versicherungsmedizin an, das interdisziplinär und trinational (Schweiz, Deutschland, Österreich) ausgerichtet ist.

### Beweismittel
Das Gutachten und die Aussage eines Sachverständigen sind Beweismittel, sofern das Gericht den Sachverständigen bestellt hat. Das Gericht ist nicht an die Schlussfolgerungen des Sachverständigen gebunden, sondern würdigt dessen Aussagen frei. Gemäß § 411a ZPO kann ein bereits in einem anderen Verfahren erstelltes Sachverständigengutachten als Sachverständigengutachten (und nicht mehr nur als Urkundenbeweis) des laufenden Prozesses verwertet werden. Gegebenenfalls hat sich der Sachverständige mit bereits vorliegenden Gutachten auseinanderzusetzen und zu begründen, warum er einem früheren Gutachten folgt oder ihm widerspricht. Es steht im Ermessen des Gerichts, ob der Sachverständige sein Gutachten nur schriftlich einreicht oder ob er es ergänzend mündlich in der Verhandlung vorträgt und erläutert (§ 411 ZPO).

### Sachverständiger Zeuge
Der Sachverständige ist vom sachverständigen Zeugen abzugrenzen. Die Grenzlinie zwischen der Tätigkeit als Zeuge und jener als Sachverständiger richtet sich danach, ob es allein darum geht, Tatsachen zu bekunden, die man aufgrund besonderer Sachkunde wahrgenommen hat (dann sachverständiger Zeuge) oder ob man aufgefordert ist, aktenkundige oder selbst wahrgenommene Tatsachen im Hinblick auf eine Fragestellung auch zu bewerten (dann Sachverständiger).

### Psychologische Gutachten
Für familiengerichtliche Fragestellungen empfiehlt die Arbeitsgruppe „Familienrechtliche Gutachten“ als Mindestanforderung an den Sachverständigen ein abgeschlossenes Studium der Medizin oder Psychologie, sowie den Erwerb von weiteren relevanten Kenntnissen.

### Gutachten bei chronischen Schmerzen
Die Begutachtung von Schmerzen ist eine interdisziplinäre ärztliche Aufgabe und erfordert Kompetenz sowohl zur Beurteilung körperlicher als auch psychischer Störungen. Für den Ablauf der Begutachtung ergeben sich hieraus zwei Schritte:
- Zunächst Beurteilung des Anteils der durch Schädigungen des Nervensystems und anderer Gewebearten erklärbarer Schmerzen.
- Ergeben sich dabei Hinweise auf eine psychische Komorbidität, sollte ergänzend eine psychiatrische bzw. psychosomatische Begutachtung erfolgen.

Hierzu haben die Deutsche Gesellschaft für Neurologie (DGN) und die Deutsche Gesellschaft für Neurowissenschaftliche Begutachtung e. V. AWMF-Leitlinien zur ärztlichen Begutachtung von Menschen mit chronischen Schmerzen entwickelt.

### Anforderungen an ein Gutachten
Der entscheidungswesentliche Teil des Gutachtens sind die Befunde.

#### Befundung vor der Therapie
Zunächst ist im Streitfall um einen Behandlungsfehler der Befund vor der strittigen Behandlung durch den Sachverständigen zu würdigen. Hierzu zieht er je nach Behandlungsfall zu Rate die:
- Dokumentation der
  - Anamnese,
  - Diagnostik,
  - Therapie;
  - Ärztliche Aufklärung.
- Laborbefunde,
- Röntgen-, CT-, MRT-Aufnahmen,
- Szintigrafien, Sonografien, Photos,
- Modelle.

#### Befundung nach der Therapie
Feststellung des Gesundheitszustands zum Zeitpunkt der Begutachtung anhand:
- Diagnostik
- Laborbefunden
- Röntgen-, CT-, MRT-Aufnahmen,
- Szintigrafien, Sonographien, Photos

Im Rahmen der Befundung hat der Sachverständige nicht nur darzulegen, was er an positiven Befunden feststellen konnte, sondern auch ob alle übrigen in Frage kommenden Aspekte keine Relevanz haben („o. B.“ = ohne Befund). Aus dem Vergleich der Ausgangsbefunde mit seinem eigenen Untersuchungsbefund und der Beurteilung des dazwischen liegenden diagnostischen und therapeutischen Vorgehens erstellt der Sachverständige das Gutachten. Dabei vergleicht er die durchgeführten Maßnahmen mit dem zum Zeitpunkt der Therapie gültigen wissenschaftlichen Standard. Das Gutachten unterliegt jedoch der freien Beweiswürdigung durch das Gericht. Der Sachverständige beeinflusst zwar stark den Verfahrensverlauf, jedoch wird er dadurch nicht selbst zum Richter.
Ein Gutachten ist
- vollständig, wenn es alle vom Gericht gestellten Fragen beantwortet (sofern diese zulässig waren),
- nachvollziehbar, wenn das Gutachten vom Gericht verstanden werden kann und die Gedankengänge des Gutachters, die vom Befund zum Gutachten führten, prüfen und beurteilen kann und
- schlüssig, wenn es nach der Prüfung auf Vollständigkeit und Nachvollziehbarkeit immer noch überzeugend und widerspruchsfrei erscheint (werden zu einer wissenschaftlichen Streitfrage zulässigerweise unterschiedliche Auffassungen vertreten, so hat der Sachverständige darzulegen, warum er sich auf die eine und nicht auf die andere Argumentation stützt).[7]

#### Parteiöffentlichkeit
Der Grundsatz der Parteiöffentlichkeit gemäß § 357 ZPO, wonach es den Parteien gestattet ist, der Beweisaufnahme beizuwohnen, ist bei der ärztlichen Untersuchung einer Person durch einen medizinischen Sachverständigen umstritten.
Die Menschenwürde des zu Untersuchenden habe ein höheres Gewicht. Dies sei allgemeine Meinung in Literatur und Rechtsprechung. Eine Benachrichtigung der einen Prozesspartei von einem Termin zur körperlichen Untersuchung der anderen Prozesspartei sei daher nicht erforderlich.
Genau gegensätzlich hat jedoch das OLG Frankfurt mit Beschluss vom 10. Januar 2011 entschieden. Das Recht der Wahrung der Intimsphäre der Patientin, und damit Wahrung der Persönlichkeitsrechte, wurde gegen das Recht der Parteiöffentlichkeit bei der Beweisaufnahme abgewogen. Grundsätzlich wurde dem Recht der Parteiöffentlichkeit Vorrang vor dem Recht der Persönlichkeit eingeräumt. Mit der vorliegenden Entscheidung weicht das OLG Frankfurt von den in Beschwerdeverfahren wegen Befangenheit ergangenen Beschlüssen des OLG München vom 15. Oktober 1999 (1 W 2656/99), des OLG Köln vom 25. März 1992 (27 W 16/92, NJW 1992, 1568) und des OLG Hamm vom 16. Juli 2003 (1 W 13/03) ab. Der Senat hat deshalb die Rechtsbeschwerde nach § 574 I Nr. 2 ZPO (hier zum BGH) zur Sicherung einer einheitlichen Rechtsprechung zugelassen.
Das bedeutet, dass der medizinische Sachverständige bis zur höchstrichterlichen Entscheidung beim zuständigen Gericht rückfragen sollte, ob er den Patienten allein untersuchen kann, ohne dass die Prozessbeteiligten – wie sonst im Allgemeinen üblich – anwesend sind, ob er beide Prozessparteien über den Untersuchungstermin unterrichten solle und wie er sich zu verhalten hat, wenn der Patient die Anwesenheit einer Prozesspartei ablehnt.

### Beweisbeschluss
Der Sachverständige hat sich in einem Zivilprozess strikt an den Beweisbeschluss zu halten. Ansonsten läuft er Gefahr, wegen Befangenheit durch einen Antrag einer der Prozessparteien aus dem Verfahren entfernt zu werden. Der Sachverständige hat also nicht „die ganze Wahrheit“ darzustellen und zu würdigen, sondern nur den Sachvortrag, der im Beweisbeschluss festgehalten wird, medizinisch zu bewerten, selbst wenn ihm noch andere Sachverhalte bei der Prüfung des Falles auffallen sollten. Würde er diese zusätzlichen Sachverhalte ungefragt schildern und damit einer Partei Vorteile verschaffen, gilt er dadurch als befangen. Ganz entscheidend für das Ergebnis einer Begutachtung sind deshalb u. a. die Beweisfragen, die eine verfahrensbeteiligte Partei unter Sachverständigenbeweis stellt.

## Zahnmedizinischer Sachverständiger
Im zahnärztlichen Bereich sind vertragszahnärztliche Gutachter und Privat- bzw. Gerichtsgutachter zu unterscheiden.

### Vertragszahnärztliche Gutachter
Die vertragszahnärztlichen Gutachter sind durch die Kassenzahnärztliche Vereinigung (KZV) und die Krankenkassen einvernehmlich bestellt. Die Gutachter werden für je vier Jahre bestellt, allerdings können auf der Gesamtvertragsebene abweichende Amtsperioden vereinbart werden. Wird der Gutachter zum ersten Mal eingesetzt, kann jede Seite ihre Zustimmung innerhalb des ersten Jahres widerrufen. Ansonsten gilt der Gutachter für die laufende Amtsperiode als bestellt.
Das Gutachterverfahren ist für die Primärkassen im Bundesmantelvertrag-Zahnärzte (BMV-Z) oder für die Ersatzkassen im Ersatzkassenvertrag geregelt. Derzeit wird eine Vereinheitlichung dieser beiden Bundesverträge zwischen der Kassenzahnärztlichen Bundesvereinigung und dem GKV-Spitzenverband verhandelt. In einem ersten Schritt wurde das Gutachterwesen mit Wirkung zum 1. April 2014 vereinheitlicht. Die Gutachter können einvernehmlich wieder abberufen werden. Dabei gibt es Gutachter für den Ersatzkassenbereich, die durch die jeweilige Landes-KZV und die Ersatzkassen (z. B. TK, Barmer, hkk), und Gutachter für den Primärkassenbereich (z. B. AOKs, BKKs, IKKs), die zwischen der Landes-KZV und den jeweiligen Kassenarten bestellt werden. Begutachtungen sind für Kassenbehandlungen zuständig. Die Begutachtungen sind für den Patienten kostenlos. Die Kosten der Begutachtung trägt grundsätzlich die Krankenkasse. Beim Mängelrügeverfahren kann der Zahnarzt für die Kosten des Erstgutachtens herangezogen werden.

#### Bestellung auf Bundesebene
Die Bestellung der Gutachter und Obergutachter für Implantologie und der Obergutachter für Parodontologie und Kieferorthopädie erfolgt durch die Kassenzahnärztliche Bundesvereinigung im Einvernehmen mit den
Spitzenverbänden der Krankenkassen. Jede Landes-KZV schlägt hierfür Gutachter vor.

#### Kriterien zur Bestellung
Ein Vertragszahnärztlicher Gutachter muss zwingend neben seiner Approbation auch als Vertragszahnarzt zugelassen sein. Er muss ferner mindestens vier Jahre als Vertragszahnarzt tätig gewesen sein und darf weder berufsrechtlich noch in seinem Abrechnungsverhalten, noch durch eigene Mängelrügenverfahren auffällig gewesen sein. Die vertragszahnärztlichen Gutachter werden gesondert für die Fachbereiche Zahnersatzbehandlung, Parodontitsbehandlung und Kieferorthopädische Behandlung bestellt, des Weiteren auch für die Ausnahmeindikationen für Implantatbehandlungen. Sie müssen ihre besondere Qualifikation für die jeweiligen Fachbereiche durch einschlägige Fortbildungen und entsprechende Behandlungserfahrung nachweisen können.

### Begutachtung durch den Medizinischen Dienst der Krankenkassen
Die Krankenkassen sind in den gesetzlich bestimmten Fällen oder wenn es nach Art, Schwere, Dauer oder Häufigkeit der Erkrankung oder nach dem Krankheitsverlauf erforderlich ist, verpflichtet, bei Erbringung von Leistungen, insbesondere zur Prüfung von Voraussetzungen, Art und Umfang der Leistung, sowie bei Auffälligkeiten zur Prüfung der ordnungsgemäßen Abrechnung, eine gutachtliche Stellungnahme des Medizinischen Dienstes der Krankenversicherung (MDK) einzuholen.§ 275 Abs. 1 SGB V. Daraus folgt, dass die Krankenkassen keinen Gutachter ihrer Wahl damit beauftragen dürfen. § 275 regelt nach dem ausdrücklichen Willen des Gesetzgebers umfassend die Begutachtung auch für die vertragszahnärztliche Versorgung ausschließlich durch den Medizinischen Dienst, mithin auch für Implantatversorgungen und kieferorthopädische Behandlungen. Der Bundesmantelvertrag Zahnärzte (BMV-Z) regelt in § 2 a Abs. 9 S. 2, dass die Bestimmungen der §§ 275, § 276 SGB V unberührt bleiben.

#### Änderungen durch das Terminservice- und Versorgungsgesetz
Mit der Vorschrift in § 87 Absatz 1c SGB V des Terminservice- und Versorgungsgesetzes (TSVG), das am 14. März 2019 verabschiedet wurde, wird eine Ermächtigungsgrundlage zur Beauftragung und Durchführung der im Bundesmantelvertrag für Zahnärzte vorgesehene Gutachterverfahren und somit eine von § 275 ff. SGB V abweichende Aufgabenregelung geschaffen. Das vertragszahnärztliche Gutachterverfahren ist seit Jahrzehnten im Bereich der Versorgung mit Zahnersatz und Kieferorthopädie etabliert. Im Zuge des Patientenrechtegesetzes wurde in § 13 Absatz 3a Satz 4 SGB V die Möglichkeit der Durchführung des vertragszahnärztlichem Gutachterverfahrens im Rahmen der vorgeschriebenen Bearbeitungsfrist für Anträge auf Kostenerstattung durch die Krankenkassen aufgeführt. Eine ausdrückliche Ermächtigung zur Durchführung des vertragszahnärztlichen Gutachterverfahrens fehlte jedoch bislang. Darauf hat die aktuelle Rechtsprechung hingewiesen und deswegen das vertragszahnärztliche Gutachterverfahren für unzulässig erachtet (BayLSG, Urteile vom 27. Juni 2017, Az.: L 5KR 170/15 und L 5 KR 260/16). Dies wurde nunmehr im Terminservice- und Versorgungsgesetz klargestellt.

### Planungsgutachten – Mängelgutachten
Bei der Gutachtenserstellung ist zwischen sog. Planungsgutachten und Mängelgutachten zu unterscheiden:
- Das SGB V schreibt für aufwändigere Zahnersatzbehandlungen eine Pflichtbegutachtung vor Beginn der Behandlung vor. Zudem können die Krankenkassen vor Beginn einer Parodontitisbehandlung oder vor einer kieferorthopädischen Behandlung eine Begutachtung vornehmen lassen, von der die Kostenübernahme abhängt.
- Bei der sog. Mängelbegutachtung wird eine Behandlung auf fachliche Mängel geprüft. Liegen solche vor, dann hat der behandelnde Zahnarzt die Behandlungskosten an die Krankenkasse zurückzuerstatten. Die Selbstbeteiligung des Patienten muss ggf. in einem Verfahren vor den Zivilgerichten rückgefordert werden, falls der Eigenanteil des Patienten nicht vom Zahnarzt an den Patienten erstattet wird. Das Gleiche gilt für Schadenersatz- und Schmerzensgeldforderungen, sofern diese nicht von der Haftpflichtversicherung des Zahnarztes übernommen werden.

### Widerspruchsmöglichkeit
Gegen ein vertragszahnärztliches Gutachten bestehen Widerspruchsmöglichkeiten. Es kann ein weiteres Gutachten durch einen Obergutachter oder durch den Prothetikeinigungsausschuss angefordert werden. Es obliegt den Gesamtvertragspartnern auf Landesebene sich auf ein Verfahren zu einigen. Der Prothetikeinigungsausschuss ist in den einzelnen Landes-KZVen unterschiedlich, aber immer paritätisch, durch Zahnärzte und Krankenkassenvertreter besetzt.

### Statistik
Das Gutachterwesen nimmt im vertragszahnärztlichen Bereich einen hohen Stellenwert ein. Dies wird an den statistischen Zahlen für Deutschland deutlich. Vorwiegend werden Planungsgutachten erstellt, die als Grundlage für die Kostenübernahme durch die jeweilige Krankenkasse dienen. Alle in den Tabellen enthaltenen Gutachten wurden durch einvernehmlich zwischen Krankenkassen und Kassenzahnärztlichen Vereinigungen bestellte Gutachter erstellt.
Zahnärztliche Gutachterverfahren 2011 im Bereich der GKV
| Fachgebiet       | Fallzahl 2011 | Gutachten* 2011 | Fallzahl 2012 | Gutachten* 2012 |
| ---------------- | ------------- | --------------- | ------------- | --------------- |
| Zahnersatz       | 10.300.000    | 141.747         | 9.900.000     | 134.755         |
| Parodontologie   | 971.500       | 17.852          | 981.000       | 15.818          |
| Kieferorthopädie |               | 60.280          |               | 64.127          |
| Implantologie**  |               | 2.296           |               | 2.191           |

- vorwiegend Planungsgutachten zur Genehmigung durch die Krankenkasse[16]
  - nur bei Ausnahmeindikation Kassenleistung

Zahnersatz-Gutachterverfahren 2012 im Bereich der GKV
| Fachgebiet | Anzahl Behandlungsfälle 2012 | Gutachten 2012 | davon Planungsgutachten | davon Mängelgutachten | Mängel festgestellt | Mängelfälle in Prozent |
| ---------- | ---------------------------- | -------------- | ----------------------- | --------------------- | ------------------- | ---------------------- |
| Zahnersatz | 9.900.000                    | 134.755        | 118.274                 | 16.681                | 11.276              | 0,11 %                 |

Die gutachterlich beanstandeten Zahnersatzbehandlungen wurden größtenteils durch Nachbesserungen beziehungsweise kostenfreie Neuanfertigung des Zahnersatzes behoben.

### Fristen für die Begutachtung bei Leistungsanträgen
Ein Gutachten, das nach dem Bundesmantelvertrag – Zahnärzte (BMV-Z) bzw. Ersatzkassenvertrag – Zahnärzte (EKV-Z) vorgesehen ist und das in der Regel durch einen niedergelassenen Zahnarzt erstellt wird, zum Beispiel bei einem Antrag auf Genehmigung eines Heil- und Kostenplans für die Versorgung mit Zahnersatz oder Zahnkronen, eine kieferorthopädische Behandlung, die systematische Behandlung von Parodontopathien oder die Ausnahmeindikationen einer Implantatversorgung nach § 28 Abs. 2 Satz 9 SGB V muss nach § 13 Abs. 3a SGB V innerhalb von vier Wochen vorgelegt werden. Diese Fristen wurden durch das Gesetz zur Verbesserung der Rechte von Patientinnen und Patienten neu eingeführt. Begutachtet der MDK, zum Beispiel einen von einem Zahnarzt erstellten Heil- und Kostenplan hinsichtlich der Versorgungsnotwendigkeit, muss das Gutachten innerhalb von drei Wochen angefertigt werden.

### Zahnärztliche Privat- und Gerichtsgutachter
Die Zahnärztekammern erstellen Verzeichnisse von „empfohlenen Gutachtern“, die für Privatgutachten zuständig sind und einer Gutachterordnung unterliegen. Privatgutachten haben im privatzahnärztlichen Bereich ihre Bedeutung, wenn es um Klärung von Behandlungsfehlern bei Privatbehandlungen oder einer unzulässigen Privatrechnung nach der Gebührenordnung für Zahnärzte (GOZ) geht. Gerichte greifen auf diese Verzeichnisse zurück, wenn sie in einem Verfahren einen Sachverständigen bestellen, der sie bei der Entscheidungsfindung fachlich unterstützt. Die Gerichte sind jedoch nicht an solche Verzeichnisse gebunden. Jeder Zahnarzt gilt de jure auf Grund seiner Approbation als sachverständig auf dem Gebiet der Zahnheilkunde. Nach Meinung der Zahnärztekammern sind jedoch an einen Sachverständigen höhere Anforderungen zu stellen als nur die Approbation: Der Sachverständige muss über eine ausreichende Berufserfahrung verfügen, er muss in der Lage sein, komplizierte zahnmedizinische Sachverhalte Laien (Verfahrensbeteiligten wie Richtern, Anwälten) verständlich erläutern zu können. Er muss die verschiedensten Behandlungsvarianten kennen, auch solche, die er selbst nicht anwendet, er muss den jeweiligen Stand der „zahnärztlichen Kunst“ zum Behandlungszeitpunkt kennen und die Kausalität zwischen zahnärztlicher Fehlbehandlung und dem Gesundheitszustand des Patienten beurteilen können. Gutachten werden auch zur Beurteilung strittiger Abrechnungsfragen erstellt (Honorargutachten).
In Bayern gibt es seit 2003 eine Vereinigung Bayerischer Gutachter für Zahn-, Mund- und Kieferheilkunde e. V. (VBGZMK), in der sich zahnärztliche Sachverständige aller Fachrichtungen zusammengeschlossen haben.

### Beratungszahnärzte
Beratungszahnärzte werden sowohl von Privaten Krankenversicherungen, als auch von gesetzlichen Krankenversicherungen und dem medizinischen Dienst der Krankenkassen vorgehalten. Sie sind entweder freiberuflich oder als Angestellte dieser Institutionen tätig. Ihre – insbesondere finanzielle – Unabhängigkeit wird deshalb vielfach in Frage gestellt. Meist erfolgen ihre Beurteilungen nur nach Aktenlage ohne körperliche Untersuchung. In der überwiegenden Zahl der Fälle sind sie mit der leistungsrechtlichen Beurteilung befasst, also ob und in welcher Höhe der Versicherer leistet.

### Zweitmeinungsstellen
Zahlreiche Kassenzahnärztliche Vereinigungen und Zahnärztekammern halten Zweitmeinungsstellen oder Beratungsstellen vor, wo sich Patienten eine neutrale zweite therapeutische Meinung einholen können. Meist sind diese Stellen mit erfahrenen Gutachtern besetzt, die für den Patienten kostenlos beraten. Um ihre Neutralität zu sichern, unterliegen sie einem Behandlungsverbot der von ihnen beratenen Patienten.
Davon zu unterscheiden sind gewerbliche (zahn-)medizinische Auktionsportale, die unter dem Begriff Zweitmeinungsstelle lediglich Kostenvergleichsmöglichkeiten mit Billiganbietern – meist gegen Provision – vermitteln.

## Neutralität
Nach einer Studie von 2014 der Ludwig-Maximilians-Universität München hatte jeder vierte befragte medizinische Gutachter von der Justiz eine Tendenz signalisiert bekommen; unter den Psychiatern war es jeder dritte, unter den Psychologen jeder zweite.

## Haftung des Sachverständigen
Bei einem unrichtigen Gutachten haftet ein von einem Gericht ernannter Sachverständiger nach § 839a BGB – unabhängig von einer Beeidigung – nur bei Vorsatz und grober Fahrlässigkeit für einen Schaden, der einem Verfahrensbeteiligten durch eine materiell-rechtlich falsche gerichtliche Entscheidung entsteht, die auf diesem Gutachten beruht (so genannter Urteilsschaden). Die Haftung erstreckt sich auf Vermögensschäden, wie etwa ein zu gering angesetztes Schmerzensgeld aufgrund der fehlerhaften Tatsachenfeststellungen im Gutachten oder zu hoch angesetzte Prozesskosten. Daneben gilt der eingeschränkte Haftungsmaßstab auch bei Schäden durch Eingriffe in absolute Rechtsgüter (z. B. körperliche Unversehrtheit, Freiheit), etwa bei der gerichtlichen Anordnung einer freiheitsentziehenden Maßnahme aufgrund eines falschen Gutachtens. Hier kommt Schmerzensgeld in Betracht.
Die Begrenzung der Haftung auf grobe Fahrlässigkeit und Vorsatz dient dem Schutz und der Unabhängigkeit des Sachverständigen, der nach den prozessualen Verfahrensordnungen (zum Beispiel § 407 ZPO) regelmäßig zur Erstattung des Gutachtens verpflichtet ist und eine Haftungsbeschränkung mangels Vertragsbeziehung zu den Parteien nicht vereinbaren kann. Die Haftungsregel findet keine Anwendung, wenn das Verfahren ohne gerichtliche Entscheidung, d. h. durch Vergleich oder Klagerücknahme beendet wird, da in diesen Fällen die Kausalität für einen etwaigen Schadenseintritt in der Regel fehlt.
Darüber hinaus kann der Sachverständige wegen falscher uneidlicher Aussage nach § 153 StGB oder wegen Meineids nach § 154 StGB mit Freiheitsstrafe von drei Monaten bis zu fünf Jahren bestraft werden.
Wird der Sachverständige nicht von einem Gericht, sondern von einer Behörde oder einer anderen öffentlich-rechtlichen Institution im Rahmen eines Verwaltungsverfahrens berufen, richtet sich die Haftung bei ausschließlich hoheitlicher Tätigkeit nach den Amtshaftungsgrundsätzen des § 839. Dies ist z. B. bei Amtsärzten als beamtete Sachverständige des Gesundheitsamtes und Vertrauensärzten von Sozialversicherungsträgern, etwa der Berufsgenossenschaften der Fall.
Im Schiedsgerichtsverfahren steht der bestellte Sachverständige in einem privatrechtlichen Vertragsverhältnis zu den Parteien, in deren Namen das Schiedsgericht den Begutachtungsauftrag erteilt. Er haftet in diesem Fall unbeschränkt wie ein Privatgutachter nach den allgemeinen Vorschriften der Paragrafen § 634 bzw. § 280 f. auf Schadensersatz.

### Arzthaftpflichtversicherung
Mit Inkrafttreten des Patientenrechtegesetzes kann bei unzureichender Berufshaftpflichtversicherung eines Arztes oder Zahnarztes das Ruhen der Approbation angeordnet werden. Dies soll sicherstellen, dass der geschädigte Patient auch bei mangelnder Bonität oder Liquidität des Mediziners ggf. finanziell entschädigt werden kann. Angesichts der verschiedenen Haftungsumstände, die sich aus der Haftung als medizinischer Sachverständiger ergeben können, sollte der berufliche Versicherungsschutz auch die Tätigkeit als Sachverständiger einschließen.

## Honorierung
Die Honorierung von Gerichtssachverständigen erfolgt nach dem Justizvergütungs- und -entschädigungsgesetz (JVEG).
Ansonsten ist die Vergütung frei vereinbar. Fehlt es an einer ausdrücklichen Vereinbarung, so ist die Vergütung nach einer eventuell vorliegenden Taxe, der üblichen Vergütung gemäß § 315 BGB (billiges Ermessen) oder der ergänzenden Vertragsauslegung zu bestimmen.

### Umsatzsteuer bei Gutachten
Sofern gesetzlich nicht explizit eine Befreiungstatbestand zur Umsatzsteuer definiert ist, entsteht auf die erbrachte Leistung regelmäßig eine Umsatzsteuerpflicht. Dies gilt auch für medizinische Gutachten. Grundlage ist § 4 Nr. 14 UStG. Die als übergeordnetes Recht gültige EU-Regelung in Artikel 13 Absatz 1 Ziffer c) der 6. Richtlinie 77/388/EWG zur Harmonisierung der Umsatzsteuer ist hingegen tätigkeitsbezogen, befreit also lediglich bestimmte Einzelleistungen und steckt hierdurch die Grenzen der steuerfreien Betätigung deutlich enger. Die Finanzämter entscheiden zudem bundesweit unterschiedlich, welche der zahlreichen medizinischen Gutachtensarten umsatzsteuerpflichtig und welche umsatzsteuerbefreit sind.

## Altersgrenze
Das Bundesverwaltungsgericht in Leipzig hat entschieden, dass eine generelle Altersgrenze eine nach dem Allgemeinen Gleichbehandlungsgesetz (AGG) unzulässige Benachteiligung wegen des Alters darstellt und deshalb unwirksam ist. Eine Industrie- und Handelskammer (IHK) darf daher in ihrer Satzung nicht generell eine Höchstaltersgrenze für alle öffentlich bestellten und vereidigten Sachverständigen festsetzen (im konkreten Fall ging es um die Höchstaltersgrenze von 68 Jahren, welche in der Sachverständigenordnung (SVO) vorgesehen war).

## Werbung durch einen Sachverständigen
Nach Rechtsprechung des Bundesverfassungsgerichts (BVerfG) sind werbebeschränkende Vorschriften in (zahn-)ärztlichen Berufsordnungen erlaubt, sofern sie nicht jede, sondern nur die berufswidrige Werbung untersagen. Ist die Information interessengerecht, sachangemessen und erregt sie keinen Irrtum, muss dafür im rechtlichen und im geschäftlichen Verkehr Raum bleiben. Daher darf einem (Zahn-)Arzt die Verwendung einer bestimmten Bezeichnung zur Beschreibung seiner beruflichen Tätigkeit nur dann verboten werden, wenn die Benutzung der Formulierung im konkreten Fall irreführend oder sachlich unangemessen ist, etwa weil sie das notwendige Vertrauensverhältnis zwischen Arzt und Patient gefährdet.

## Wehrmedizinische Begutachtung und Wehrdienstbeschädigungsverfahren
Das Institut für Wehrmedizinalstatistik und Berichtswesen der Bundeswehr (WehrMedStatInstBw) hat die Aufgaben für Medizinische Begutachtung und Wehrdienstbeschädigungsverfahren innerhalb der Bundeswehr übernommen, sowie den Bereich der ODIN Bw/Lungen- und TBC-Fürsorge.